# Sergio Pellandini
Sergio Pellandini (Arbedo-Castione, 28 novembre 1955) è un pilota motociclistico svizzero ritiratosi dalle competizioni.

## Carriera
Nato a Castione, inizia a partecipare al motomondiale iscrivendosi al GP delle Nazioni del 1978, anche se non parte nella gara riservata alla classe 500, mentre nella classe 350 non riesce a qualificarsi.
Pellandini ha gareggiato poi nel motomondiale tra il 1978 e il 1984 nella classe 500 e nel 1986 nella classe 250.
Prende i primi punti nella classe 500 il 18 marzo 1979, alla guida di una Suzuki, al Gran Premio del Venezuela presso l'Autodromo Internacional de San Carlos.
Nel 1983 fu chiamato da Roberto Gallina a sostituire nel suo team Franco Uncini, infortunatosi ad Assen. Pellandini rimase nelle file del team Gallina anche nella stagione successiva, terminata al dodicesimo posto. A fine 1984 lasciò Gallina per correre in 250 con una Honda del team Parisienne; la sua carriera si chiude il 18 maggio 1986 al Gran Premio delle Nazioni di Monza in seguito ad una caduta che gli causerà diverse fratture, tanto da comprometterne definitivamente il ritorno in pista.
Abbandonate le competizioni si è dedicato alla concessionaria da lui aperta nel suo paese natale e al ruolo di commentatore tecnico del Motomondiale per la RSI.

## Risultati in gara nel motomondiale
| 1978 | Classe | Moto   |  |    |  |  |    |  |    |  |  |  |  |  |  |  | Punti | Pos. |
| ---- | ------ | ------ |  | -- |  |  | -- |  | -- |  |  |  |  |  |  |  | ----- | ---- |
| 1978 | 350    | Yamaha |  | NE |  |  | NQ |  | NE |  |  |  |  |  |  |  | 0     |      |

| 1978 | Classe | Moto   |  |  |  |  |    |  |  |  |  |  |  |    |    |  | Punti | Pos. |
| ---- | ------ | ------ |  |  |  |  | -- |  |  |  |  |  |  | -- | -- |  | ----- | ---- |
| 1978 | 500    | Suzuki |  |  |  |  | NP |  |  |  |  |  |  | NE | NE |  | 0     |      |

| 1979 | Classe | Moto   |   |  |  |    |    |    |  |  |  |  |   |    |     |  | Punti | Pos. |
| ---- | ------ | ------ | - |  |  | -- | -- | -- |  |  |  |  | - | -- | --- |  | ----- | ---- |
| 1979 | 500    | Suzuki | 9 |  |  | 17 | 15 | 18 |  |  |  |  | - | NE | Rit |  | 2     | 31º  |

| 1980 | Classe | Moto   |    |     |    |    |  |  |  |  |    |     |  |  |  |  | Punti | Pos. |
| ---- | ------ | ------ | -- | --- | -- | -- |  |  |  |  | -- | --- |  |  |  |  | ----- | ---- |
| 1980 | 500    | Suzuki | 10 | Rit | 21 | NE |  |  |  |  | NE | Rit |  |  |  |  | 1     | 23º  |

| 1981 | Classe | Moto                      |    |    |    |    |    |    |     |   |    |    |     |     |    |    | Punti | Pos. |
| ---- | ------ | ------------------------- | -- | -- | -- | -- | -- | -- | --- | - | -- | -- | --- | --- | -- | -- | ----- | ---- |
| 1981 | 500    | Suzuki, Yamaha e Kawasaki | NE | 17 | 21 | 10 | 13 | NE | Rit | 8 | 15 | 11 | Rit | Rit | 16 | NE | 4     | 20º  |

| 1982 | Classe | Moto            |    |     |   |     |     |    |     |    |     |   |    |    |   |   | Punti | Pos. |
| ---- | ------ | --------------- | -- | --- | - | --- | --- | -- | --- | -- | --- | - | -- | -- | - | - | ----- | ---- |
| 1982 | 500    | Suzuki e Yamaha | 17 | Rit | 4 | Rit | Rit | 11 | Rit | 23 | Rit | 9 | NE | NE | 9 | 8 | 15    | 15º  |

| 1983 | Classe | Moto   |    |   |   |     |   |   |    |     |    |     |  |  |  |  | Punti | Pos. |
| ---- | ------ | ------ | -- | - | - | --- | - | - | -- | --- | -- | --- |  |  |  |  | ----- | ---- |
| 1983 | 500    | Suzuki | 12 | 9 | 8 | Rit | 9 | 9 | 10 | Rit | 10 | Rit |  |  |  |  | 11    | 13º  |

| 1984 | Classe | Moto   |   |    |     |   |     |   |   |     |   |     |     |    |  |  | Punti | Pos. |
| ---- | ------ | ------ | - | -- | --- | - | --- | - | - | --- | - | --- | --- | -- |  |  | ----- | ---- |
| 1984 | 500    | Suzuki | 5 | 14 | Rit | 9 | Rit | 9 | 8 | Rit | 8 | Rit | Rit | NP |  |  | 16    | 12º  |

| 1985 | Classe | Moto  |  |  |  |  |  |  |  |  |  |  |  |    |  |  | Punti | Pos. |
| ---- | ------ | ----- |  |  |  |  |  |  |  |  |  |  |  | -- |  |  | ----- | ---- |
| 1985 | 250    | Honda |  |  |  |  |  |  |  |  |  |  |  | NQ |  |  | 0     |      |

| 1986 | Classe | Moto  |  |  |  |  |  |  |  |  |  |  |  |    |  |  | Punti | Pos. |
| ---- | ------ | ----- |  |  |  |  |  |  |  |  |  |  |  | -- |  |  | ----- | ---- |
| 1986 | 250    | Honda |  |  |  |  |  |  |  |  |  |  |  | NE |  |  | 0     |      |

| Legenda | 1º posto        | 2º posto            | 3º posto            | A punti      | Senza punti        | Grassetto – Pole position Corsivo – Giro più veloce |
| Legenda | Gara non valida | Non qual./Non part. | Ritirato/Non class. | Squalificato | '-' Dato non disp. | Grassetto – Pole position Corsivo – Giro più veloce |